# Aculturación y dominio en México
La aculturación y dominio en México aborda conceptos empleados en los estudios antropológicos desde finales del siglo XIX y por los estudios históricos en el siglo XX, para referir y analizar un tipo específico de contacto dado entre dos o más grupos sociales. Su definición, ha sido objeto de múltiples discusiones a partir del diálogo entre ambas disciplinas, ya que, se ha buscado funcione como una herramienta de análisis que permita el estudio tanto sincrónico como diacrónico de los contactos efectuados entre culturas.
Para el caso de México, el concepto aculturación se insertó en la primera mitad del siglo XX a partir de los trabajos de Aguirre Beltrán y posteriormente se nutrió y reformuló con las observaciones de otros estudiosos como Miguel León-Portilla e Ignacio del Río. Hay que señalar que la aculturación como proceso histórico fue anterior a la aparición de los trabajos que la refieren, pues los contactos entre culturas han sido una constante desde tiempos prehispánicos. Sin embargo, las investigaciones de historiadores y antropólogos han priorizado su estudio a partir del contacto entre el imperio hispánico y los pueblos nativos. Posteriormente, estos estudios dieron pie al cuestionamiento sobre la condición del indio en otros contextos.

## Conceptos y debates metodológicos

### Antecedentes a los estudios de contacto en la antropología: la teoría del estado de la naturaleza
El imperialismo decimonónico de las grandes potencias europeas (Inglaterra, Francia, Alemania, Rusia) apoyó el estudio de las lenguas y culturas indígenas como algo útil para la administración de las colonias. En este contexto político y económico, la antropología se constituyó como disciplina social sobre todo en Inglaterra y Francia.
La teoría del estado de la naturaleza se centró en el estudio de los pueblos no occidentales, considerándolos representantes vivientes de estadios primitivos de la humanidad. Hacia finales del siglo XIX en el desarrollo del pensamiento antropológico, la lucha de opuestos se convirtió en uno de los factores de mayor consideración para comprender la realidad humana.

### Primeras definiciones desde la Antropología estadounidense
A partir de 1880 y hasta la mitad del siglo XX, se recrudecieron las discusiones en torno al concepto de aculturación cuestionando la naturaleza de los cambios y contactos entre pueblos. Así surgió el concepto de evolución cultural que postulaba el progreso humano a través de una sucesión de etapas socioculturales de desarrollo. También hizo su aparición la escuela difusionista la cual propuso enfatizar el préstamo cultural y tomar en cuenta la dimensión espacial del contacto entre culturas.  

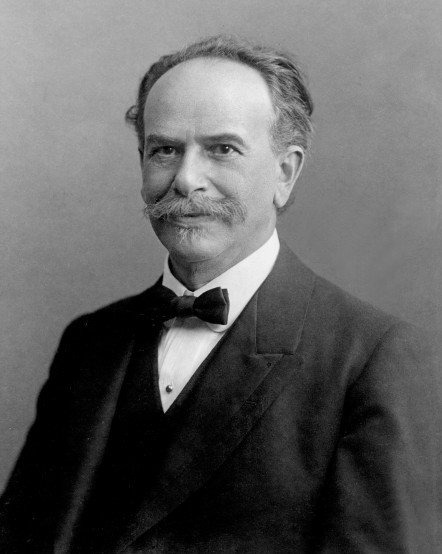
Franz Boas (July 9, 1858 – December 21, 1942)

En 1896, Franz Boas apuntó que el estudio de la cultura debía orientarse no al momento del contacto entre los pueblos sino a las consecuencias del cambio cultural. Dos años después, William John McGee estipuló que se podía distinguir entre aculturación pirata y aculturación amistosa; la diferencia en ambos fenómenos residía en la transmisión y el ajuste de costumbres entre “pueblos de nivel superior” y “pueblos de nivel inferior”.

### El tamiz etnográfico en la definición de aculturación: la década de los treinta en elsigloXX
En los años treinta del siglo XX, las definiciones se vieron tamizadas por la etnografía sobre los pueblos nativos de África, Asia y América. En estos estudios se recolectarón datos sobre los contactos culturales, destacando los trabajos de Margaret Mead (1932), Monica Hunter Wilson (1936) y Richard Thurnwald (1935). En Inglaterra se abrió una nueva escuela: la funcionalista, interesada en el análisis de las culturas totales y no en la pulverización de rasgos específicos.  

### Tiempo de consenso: Redfield, Linton y Herskovits
La Asociación Norteamericana de Antropología comisionó a Robert Redfield, Ralph Linton y Melville Herskovits, para aclarar los conceptos en disputa. En el “Memorandum for the study of acculturation”, publicado el año de 1936 en la revista American Anthropologist. en ella se definió por aculturación: “aquellos fenómenos que resultan cuando grupos de individuos de culturas diferentes entran en contacto continuo y de primera mano, con cambios subsecuentes en los patrones culturales originales de uno o de ambos grupos”.   Consecuentemente, los conceptos de evolución cultural y difusión se entendieron solamente como efectos o aspectos del proceso de aculturación.

## El concepto de aculturación en la historiografía mexicana,sigloXX

### Los estudios de contacto y la aculturación del indio en México
En la primera mitad del siglo XX, el Estado Mexicano practicó una política indigenista cuya intención fue la asimilación e integración del indígena a la cultura occidental. El objetivo fue eliminar la pluriculturalidad del territorio mexicano para generar una sociedad mestiza y homogénea que se pensaba necesaria para el desarrollo y progreso nacional.
A partir de ello, se generó entre la antropología y la historia un diálogo que permitió analizar el mundo indígena. En consecuencia, la historia aportó una dimensión temporal para estudiar las modificaciones culturales de un grupo a lo largo del tiempo. Mientras la antropología, con el uso de la etnografía, dio cuenta de las normas, roles e instituciones de esa cultura.   La comunicación entre ambas disciplinas, para el caso de México, conllevó al estudio de los contactos culturales, cuyo fin fue analizar el impacto que la cultura occidental produjo en el indio. Las discusiones anteriores tuvieron su desarrollo entre los estudiosos de la Antropología y la Historia en México para hacer frente a los problemas de un país con gran diversidad poblacional, cuyo fin fue la inclusión del indio a la “vida nacional” y cultura occidental.
Los primeros intentos por analizar tal situación se dieron en la plataforma intelectual que guardó en sus filas el Museo Nacional, institución fundada en 1865. Ahí, se desarrollaron estudios como los de Andrés Molina Enríquez quien, en Los grandes problemas nacionales (1909), analizó a la población mexicana desde tres puntos de vista: su distribución geográfica, la composición que determina su construcción social y su unidad colectiva o “sociotnológica”. Sobre ellos, Molina calificó las características de los indios como elementos a favor o en contra de su “adaptación al medio”.
Siguiendo la escuela antropológica de Franz Boas, Manuel Gamio escribió en 1916 Forjando Patria, en la cual puso de relieve la importancia del conocimiento antropológico como antecedente de la acción social: “las investigaciones científicas de los grupos sociales indígenas y, en general, de cualquier filiación étnica, sólo tiene justificación si se emprenden con la tendencia preconcebida de mejorar de manera autorizada las condiciones en que se desarrollan tales grupos.”
Fue la acción social la que marcó los postulados teóricos respecto al proceso de aculturación del indio en las primeras décadas del siglo XX. Producto de la Revolución Mexicana, se planteó el estudio de tal fenómeno desde la relación del indio con dos problemáticas en particular: la redistribución de la tierra (el movimiento agrario) y su acceso a la educación (la escuela rural). La obra Tepoztlán, a Mexican Village (1930), de Robert Redffield, marcó un nuevo rumbo: los estudios de comunidad. Con ello, se promovió el carácter etnográfico de las investigaciones mediante la documentación de esquemas sociológicos y el incremento de tiempo dedicado al trabajo de campo.  
Los estudios de contacto, al implicar el análisis de la relación entre dos culturas, se vieron necesitados de herramientas teórico-metodológicas para su realización. En este contexto, antropólogos e historiadores emplearon el concepto de aculturación para sus investigaciones. No obstante, a pesar de existir una definición previa, elaborada en los años treinta por los antropólogos Redfield, Linton, Hercovitts, se replanteó el concepto de acuerdo a la realidad mexicana.

### Definición y discusiones conceptuales dentro de la academia mexicana

#### Aculturación y Transculturación: Una discusión etimológica
El antropólogo cubano Fernando Ortiz, fue el primer latinoamericano en dialogar con el concepto aculturación propuesto por la antropología norteamericana. En su obra El contrapunteo cubano del tabaco y del azúcar, publicada en 1940, propuso el vocablo transculturación, de raíces latinas, en lugar del vocablo inglés que, de acuerdo por su etimología, consideró insuficiente para captar la lógica de los procesos culturales.
Para Ortiz, aculturación refería a un proceso de modificación gradual y unidireccional, de una cultura dominante a otra subordinada. Mientras transculturación, poseía un carácter multidireccional por su partícula trans que expresa la transición activa de dos culturas hacía una nueva realidad cultural original e independiente.  En este proceso, Ortíz observó dos componentes: desculturación y neoculturación. El primero alude al desarraigo de la cultura emergente sobre sus precedentes y el segundo, el fenómeno cultural que emerge del contacto
En 1957, el antropólogo mexicano Gonzalo Aguirre Beltrán expresó su desacuerdo con Ortíz en El proceso de aculturación, por considerar correcto el uso de la partícula ad como prefijo de la palabra cultura que, según sus raíces latinas significa contacto. Mientras transculturación, le parecía significar el paso de un lugar a otro y no una acción recíproca.  
En este entendido, aculturación, para Beltrán remitía un carácter dinámico del fenómeno –en cuanto es proceso y no transmisión- entendido en un contexto de relaciones y significados que permiten la modificación recíproca de los patrones culturales.   Así, la antropología y otras ciencias sociales podían hacer uso del concepto como herramienta teórica-metodológica para inducir el cambio cultural de las comunidades indígenas, consideradas subdesarrolladas, con el objetivo de integrarlas a la idea de una comunidad nacional.  

#### Aculturación y Medio ambiente
Miguel León-Portilla, apoyado en el trabajo de Julian H. Steward, publica en 1965 un artículo titulado “Aculturación y Écosis. Adopción de un término para expresar un concepto antropológico”. En él, propuso estudiar de manera paralela a la aculturación, el fenómeno del contacto continuo entre los grupos humanos y su medio ambiente, lo que denomina écosis. Su propuesta, parte de considerar que existe en los distintos grupos culturales un “núcleo cultural” que se adapta y modifica conforme al ambiente físico en el que se desenvuelve. Así, piensa, el medio físico es un factor más a considerar en la alteración de los patrones culturales de un grupo al hablar de aculturación. Ya que, si bien el hombre es capaz de modificar su medio, este también los afecta al condicionar sus acciones.  

#### El Dominio en los procesos de transmisión cultural
Por su parte, en 1984, el historiador Ignacio del Río, en Conquista y aculturación en la California Jesuítica y en un artículo posterior de 1992,   refirió al dominio como el factor que distingue a la aculturación de otras formas de transmisión cultural. Para él, el contacto, contrario a la opinión de Beltrán y de Nathan Wachtel, no explicaba el proceso de aculturación  ya que consideraba que los cambios culturales se efectuaban a partir de las fuerzas antagónicas, mientras en otros tipos de intercambio, como el difusionismo, la aceptación de rasgos es autorregulada por la cultura receptora.
	Asimismo, desde una mirada más apegada a la historia que a la antropología, del Río observó como función del estudio de los procesos de aculturación, el entender la conformación de un conjunto social en el cual prevalecen los dos sistemas de las culturas en contacto y rechazó la idea de aculturación como una forma de observar y generar la transición cultural como había sido entendida hasta el momento por la política indigenista.  

### Sobre aculturación a fines de siglo
Tras los debates de la antropología mexicana sobre aculturación y  las políticas públicas del Instituto Nacional Indigenista (INI), la década de los setenta marcó un cambio. Por un lado, el proyecto indigenista fue criticado por considerarse un etnocidio reprobable. Por el otro, en la década de los noventa el término “cultura” fue relegado de los estudios antropológicos por la vertiente estructuralista del marxismo a la que posteriormente se sumaría la antropología estructuralista francesa; ambas “se desarrollaban sobre una matriz de rechazo a los [...] tradicionales estudios de comunidad”.

#### La teoría del control cultural
Guillermo Bonfil Batalla estableció un puente de comunicación entre los estudios antropológicos de la década de los ochenta y el resurgimiento del concepto “cultura” una década más tarde. En México profundo: una civilización negada relacionó dos fenómenos culturales: la particularidad de cada cultura y la globalización. Además, estudió las políticas de unificación cultural en sociedades pluriétnicas y multiculturales como México.
En este entendido, definió “etnia” como un “sistema social permanente de larga duración histórica” constituido por una identidad primordial […] dentro del cual conviven y se identifican otras identidades”.   Dentro de su teoría de control cultural, empleó el concepto “dominación externa” para referirse al dominio ejercido para la unificación cultural mediante la exclusión y negación de la diversidad identitaria de pueblos y etnias. Sin embargo, Bonfil sostiene que: “la cultura propia se repliega, se vuelve clandestina, se enmascara. Y resiste. Cuando el contexto global se altera, los pueblos aparecen de nuevo con su propio rostro”.   Así, los procesos de dominio están siendo revelados por movimientos de reivindicación pluricultural, como la etnogénesis de la población afroamericana.   

#### Fin del indigenismo institucional
En la década de los noventa se resquebrajaron las políticas indigenistas del INI, sustituido en 2003 por la Comisión Nacional para el Desarrollo de los Pueblos Indígenas, y se renovaron los estudios antropológicos sobre la cultura y los indígenas. A mediados de 1991 se incluyó en el artículo cuarto de la Constitución de México el reconocimiento a su “composición pluricultural” sustentada originalmente en sus pueblos indígenas. En 1994 emergió a la escena pública el Ejército Zapatista de Liberación Nacional poniendo en el centro de los debates nacionales la cuestión indígena, particularmente durante los Acuerdos de San Andrés. Esta tendencia alcanzó su clímax el 13 de septiembre de 2007 cuando la Asamblea General de las Naciones Unidas aprobó la Declaración sobre los Derechos de los Pueblos Indígenas. 

#### Nuevas propuestas sobre aculturación
Esteban Krotz profundizó en el impacto que esos hechos provocaron en los estudios antropológicos que permitieron repensar la cuestión de la cultura de manera tan profunda como no había sido trabajada desde la antropología decimonónica. El debate no se cifró en una dicotomía entre el Estado nación homogéneo y el Estado plural, sino en cuestiones metodológicas circunscritas a la pregunta ¿cómo dar adecuadamente cuenta de mundos distintos?   Para ello, consideró relevante volver sobre el concepto de cultura y le agrega tres características: 
- No es un sistema cerrado o estable.
- Nunca es completamente homogénea
- Contiene aspectos no accesibles a primera vista” e incluso inexplicables.

#### El “desarme cultural”
Krotz concluyó que cada cultura es única e irrepetible, sin llegar a esencialismos. Planteó la cuestión de cómo estudiarla en “sus propios términos” con métodos dialógicos y reflexivos. Propuso que la admisión del valor propio de las culturas indígenas, en una especie de “desarme cultural”, posibilitaría el conocimiento de lo “ajeno” y provocaría preguntas que “hacen ver lo propio con otros ojos”. A través de este acercamiento, afirmó, era posible vencer esa dicotomía y ponderar el valor de las culturas indígenas como parte fundamental de la diversidad cultural universal cuestionando las tendencias homogeneizadoras.   

#### Debates contemporáneos
A fines del siglo XX, se desarrollaron estudios históricos como los de Michael Ducey, Peter Guardino y Edgar Mendoza gracias a la aplicación del enfoque cultural en disciplinas como la política y la economía. También trabajos como los de Gerardo Lara  se nutrieron de los debates sobre las particularidades de los pueblos indios. Por otro lado, desde los debates antropológicos sobre los indígenas, destacan los recientes estudios de Marisol de la Cadena  sobre la idea de indígena y la noción de indigeneidad y la reciente obra publicada por Paula López Caballero, Ariadna Acevedo-Rodrigo y Paul K. Eiss, Beyond Alterity. Destabilizing the indigenous Other in México.  

## El proceso histórico de aculturación y dominio en México, siglos XVI-XVIII

### El origen del concepto de indio

#### Origen jurídico y pensamiento eclesiástico en el XVI
Cristóbal Colón usó la palabra indio para nombrar a los habitantes de las Antillas que no eran caníbales. Indio era el gentilicio que se usaba  a fines del siglo XV para los habitantes de la India.  El almirante lo empleó dado su convencimiento en torno a que el viaje lo llevaría ante los príncipes de la India. La palabra pronto se popularizó entre exploradores, religiosos y agentes de la Corona española, al punto que textos de diversa naturaleza, como las Bulas Alejandrinas (1493), la relación del jerónimo Ramón Pané sobre los taínos (1498) o la Cédula de la Reina Isabel para el buen tratamiento de los nativos (1501) la emplearon para referirse a los distintos pueblos de los territorios que se incorporaban a la monarquía hispánica conforme avanzaba el proceso de conquista.